# Sulzer (Patriziergeschlecht)

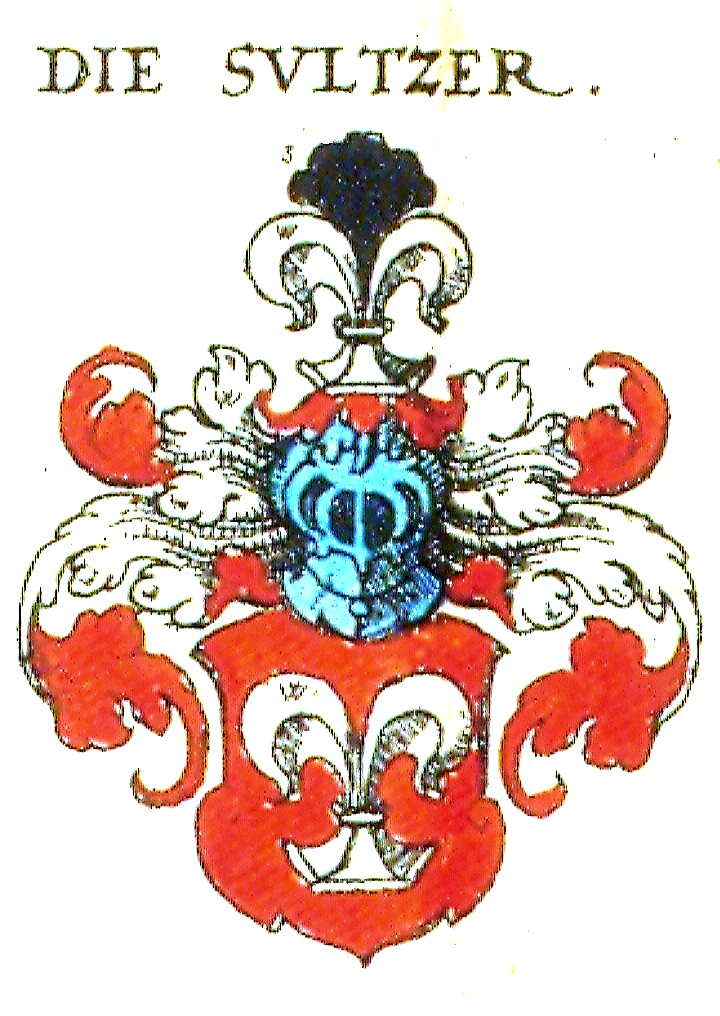
Wappen der Sulzer in Johann Siebmachers Wappenbuch von 1605

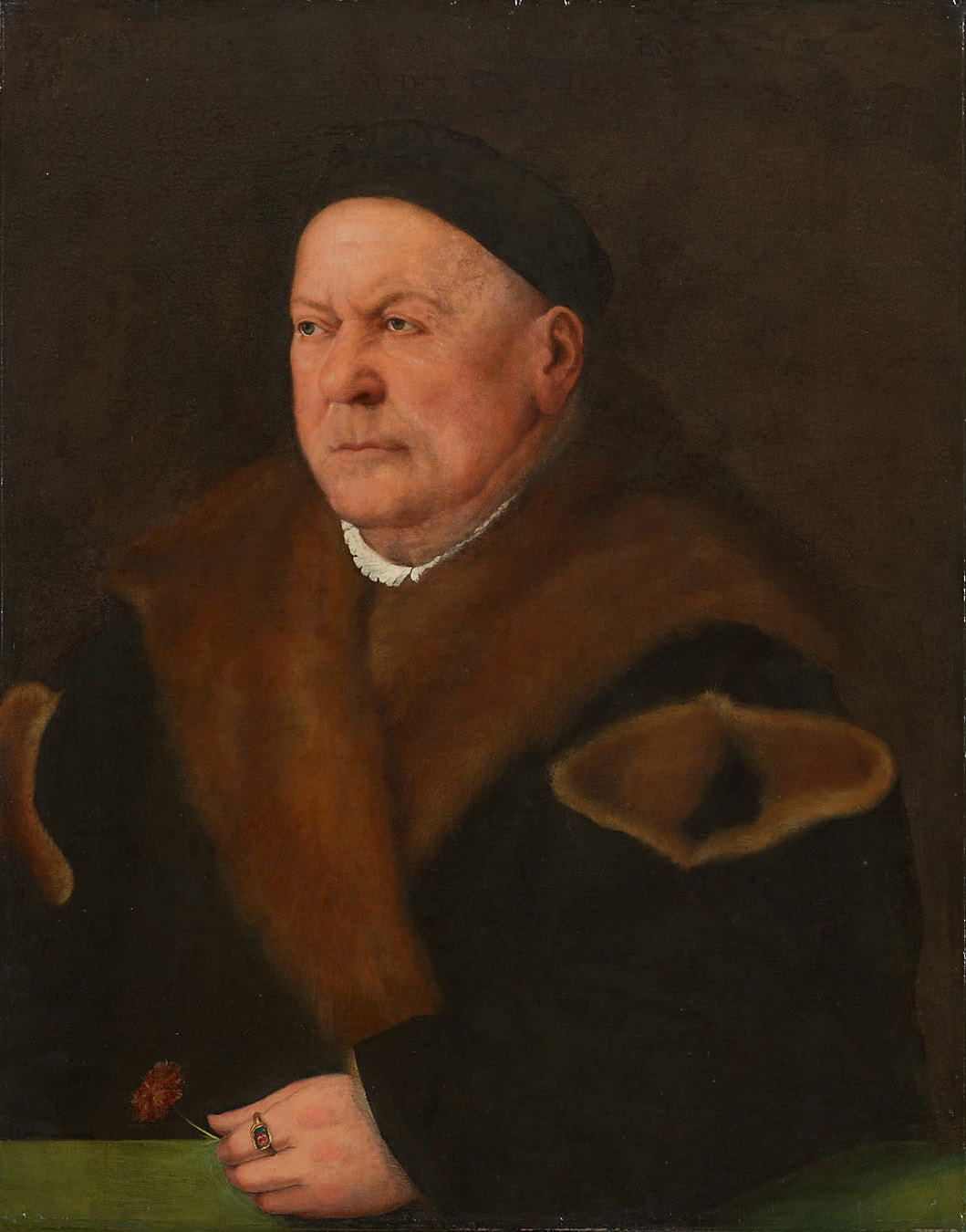
Ulrich Sulzer

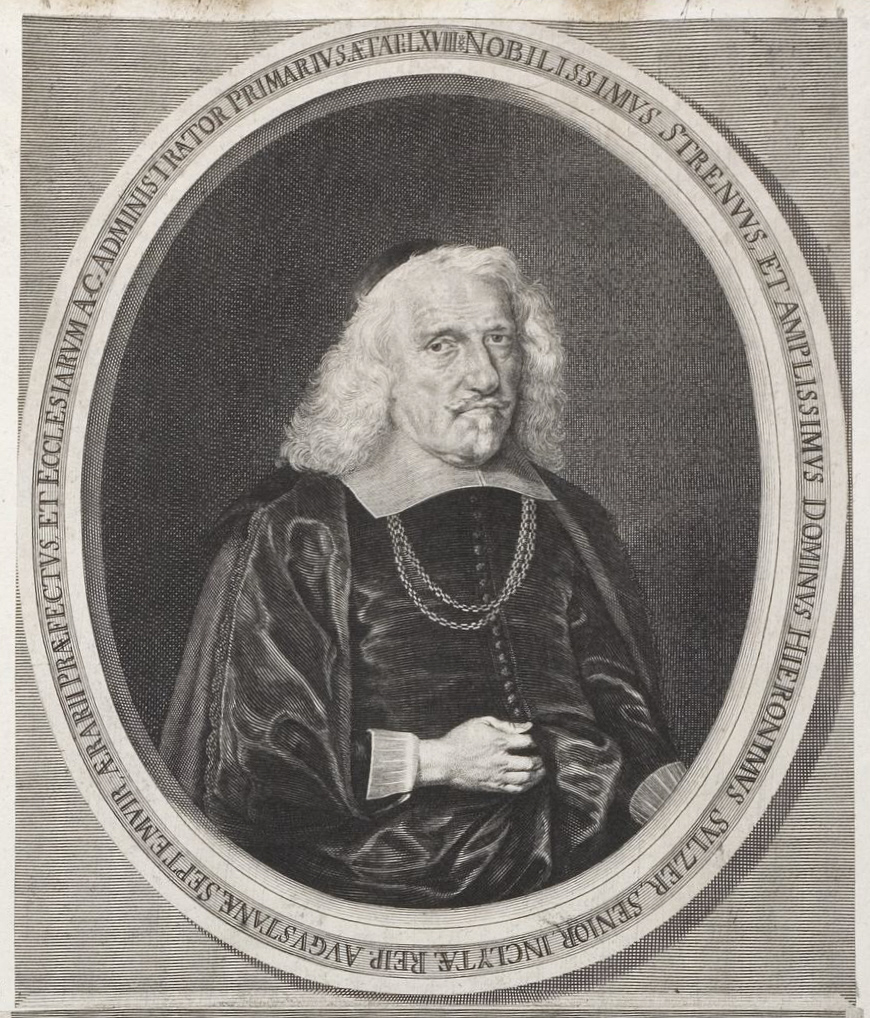
Hieronymus Sulzer

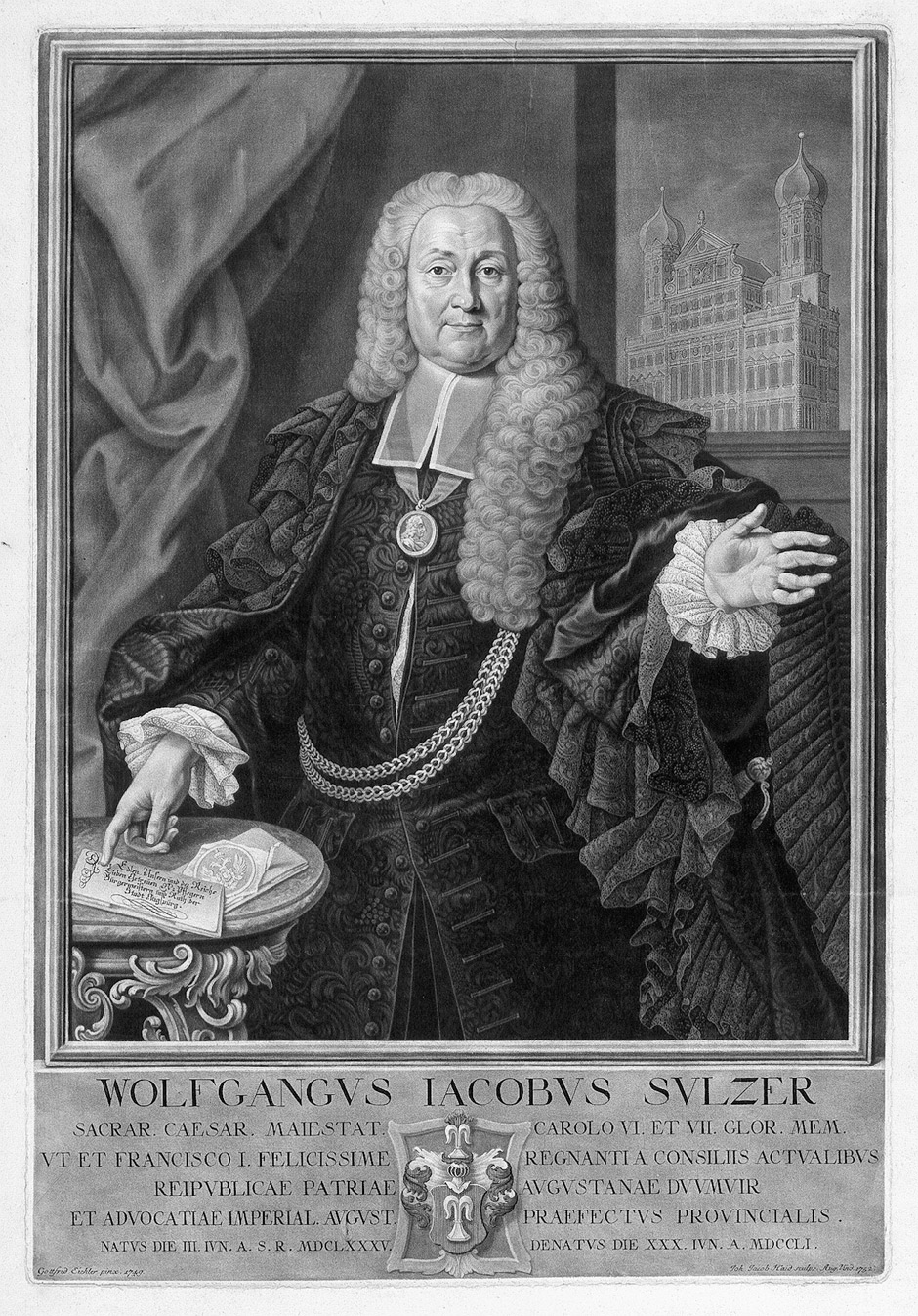
Wolfgang Jakob Sulzer

Sulzer war der Name einer alten schwäbischen Kaufmannsfamilie aus Kaufbeuren und Augsburg, welche sich auch nach Frankfurt, Posen und Breslau ausbreitete. Das Geschlecht wurde 1538 bzw. 1649 in den Augsburger Patrizierstand erhoben und ist in Augsburg zu Beginn des 19. Jahrhunderts erloschen. Es ist zu unterscheiden von anderen wappenführenden bürgerlichen Familien dieses Namens, vor allem aus der Schweiz. 

## Geschichte
Die Familie stammte ursprünglich aus der Reichsstadt Kaufbeuren. Nach dem ältesten urkundlichen Beleg erbten 1285 oder 1258 die Brüder Sebastian, Onufridus und Heinrich von ihrem Vater Johann oder Joachim Sulzer in Kaufbeuren ein Haus mit Hof und Garten, welches Heinrich Sulzer († 1332) bis zu seinem Tod innehatte. Sein Sohn Hartmann Sulzer († 1389, begraben in der Pfarrkirche St. Moritz) verkaufte alle seine Güter in Kaufbeuren und erlangte 1354 in Augsburg des Paktbürgerrecht bzw. Pfahlbürgerrecht auf zehn Jahre. Später stellte sein Urenkel Georg Sulzer in Kaufbeuren Nachforschungen an und berichtete, dass die Sulzer: bey und ab zwayhundert Jahren in Kaufpeyren in allen bürgerlichen Ehren gewohnet und sesshaft und auch ein grossen Vermögens, ja die führnehmsten Herrn im Rath gewest seyn. Warum die Sulzer Kaufbeuren verließen, konnte er nicht in Erfahrung bringen. Die Familie gehörte nach der Regimentsordnung in Augsburg traditionell den Zünften der Kaufleute an. Einige Angehörige traten in den geistlichen Stand. Jobst Sulzer diente als Domherr von Freising und Regensburg und sein Bruder Hans 1440 als Abt des Klosters Heilig-Kreuz in Donauwörth. Die Tochter von Ulrich Sulzer, Margaretha, heiratete den Augsburger Goldschmied Hans Lang und war Mutter des bedeutenden nachmaligen Salzburger Erzbischofs und Kardinals Matthäus Lang von Wellenburg (1468–1540).
Den Sulzer soll bereits 1479 der Geschlechterstand angeboten worden sein. Die Söhne von Johann und Hartmann Sulzer lehnten das Angebot jedoch ab. Georg Sulzer († 1486) fungierte zeitweise als Stubenmeister und seit 1475 als Mitglied des Inneren Rates der Kaufleute. Aus seiner ersten 1443 geschlossenen Ehe mit Ursula Meitinger gingen zehn Kinder hervor. In zweiter Ehe heiratete er Ottilia Rehm. Der Sohn von Georg, Leonhard Sulzer (1458–1533), betrieb den Stoffhandel mit Antwerpen und Venedig. 1511 heiratete er Ursula Meuting, eine Nichte Jakob Fuggers. Hartmann Sulzer (1461–1530, begraben bei den Barfüßern) trat als Soldat in kaiserliche Dienste. Zuletzt diente er als Hauptmann der Stadtgarde und stiftete eine Kapelle bei den Barfüßern. Markus Sulzer (1461–1514) ging als Kaufmann nach Posen, wo man ihn zum Bürgermeister ernannte. Sein gleichnamiger Sohn Markus Sulzer (1512–1564, begraben in der Pfarrkirche St. Elisabeth) zog nach Breslau und heiratete 1536 Katharina Kem von Hundsdorff.
1534 traten die Sulzer in Augsburg zum Luthertum über. 1538 erhielt der Stadtgerichtsassessor Ulrich Sulzer (1463–1545) den Augsburger Patrizierstand. Er war mit Anna Walter († 1530), einer Tochter von Johann Walter (1447–1511) und Magdalena Langenmantel von Radau, verheiratet, welche die von ihrem Vater geerbten Güter Hainhofen und Ottmarshausen mit in die Ehe brachte. Sein Sohn Christoph Sulzer (1508–1549) schrieb 1540 über die Familie eine Genealogie. Aus der Ehe mit Juliana Herwarth stammte der Sohn Conrad Sulzer (1536–1601), mit dem der in den Patrizierstand erhobene Zweig erloschen ist. Georg Sulzer (1536–1603) war 1572 Baumeister, evangelischer Kirchenpfleger und Administrator des St.-Anna-Kollegiums, welche Ämter er 1590 aufgab. Aus der Ehe Wolfgang Sulzers (1567–1609) mit Jakobina Weiß gingen der Hospitalpfleger Wolfgang Leonhard (1591–1653) und der Geheimrat Hieronymus Sulzer (1592–1663) hervor, welche 1649 in das Augsburger Patriziat aufgenommen wurden. Als eines der bedeutendsten Mitglieder bekleidete der Enkel von Hieronymus, Wolfgang Jakob Sulzer (1685–1751) das Amt des evangelischen Hospital- und Stadtpflegers sowie kaiserlichen Rates und Reichslandvogtes, der testamentarisch eine Armenstiftung für evangelische Bürger gründete. 1717 heiratete er in erster Ehe Elisabeth Magdalena von Schnurbein und 1732 in zweiter Ehe Anna Barbara von Stetten. Sein Sohn aus zweiter Ehe Johann Hieronymus Sulzer (1733–1772) gehörte in Augsburg dem Inneren Rat an. 1738 nahm er an der Beerdigung seines Großvaters Johannes von Stetten teil. Seine Ehe blieb kinderlos. Seine Witwe Auguste Barbara, geb. Freiin von Gollen, heiratete in zweiter Ehe 1772 Christoph Sigmund Herwarth. 1751 schrieb Wolfgang Leonhard Amman über seinen Großvater Wolfgang Jakob Sulzer einen Nachruf, der zum Druck gegeben wurde. Die Familie blühte in Augsburg bis zum Beginn des 19. Jahrhunderts.

## Besitzungen
- Aystetten
- Blankenburg
- Dornsberg
- Hainhofen
- Nordendorf
- Ottmarshausen

## Wappen

Wappenschild der Sulzer

- Wappen: "In Rot ein silberner Roch, der selbe auf dem Helm mit schwarzen Federn besteckt. Helmdecken: rot-silbern."[9]. Ernst Heinrich Kneschke bezeichnete das Wappensymbol 1870 (wie auch schon Otto Titan von Hefner 1866[10]) irrtümlich als „heraldische Lilie“, wenngleich eine gewisse Ähnlichkeit zur Lilie besteht.[11] Das Wappen der ehemaligen selbstständigen Gemeinde Ottmarshausen ist dem Wappen der Sulzer entlehnt.